# Chelonarium australicum
Chelonarium australicum is een keversoort uit de familie Chelonariidae. De wetenschappelijke naam van de soort is voor het eerst geldig gepubliceerd in 1918 door Lea.